# Doda (piosenkarka)
Doda, właśc. Dorota Aqualiteja Rabczewska (ur. 15 lutego 1984 w Ciechanowie) – polska piosenkarka, autorka tekstów, producentka filmowa, aktorka, kompozytorka i osobowość medialna.
W latach 1998–2001 aktorka musicalowa teatru Buffo. W latach 2000–2006, a następnie 2014 i 2016–2019 wokalistka zespołu rockowego Virgin, z którym wydała cztery albumy studyjne: Virgin (2002), Bimbo (2004), Ficca (2005) i Choni (2016). Z zespołem wypromowała m.in. przeboje „Znak pokoju” i „Szansa”, za które otrzymali nagrody na festiwalach w Sopocie i Opolu, a także „Dżaga” i „2 bajki”. Od 2007 artystka solowa, wydała cztery albumy studyjne: Diamond Bitch (2007), 7 pokus głównych (2011), Dorota (2019) i Aquaria (2022). Pierwszy z nich dotarł na szczyt polskiej listy sprzedaży i był notowany na liście najlepiej sprzedających się płyt w Europie magazynu „Billboard”, a promujący go singel, „Nie daj się”, uzyskał tytuł „polskiego hitu lata 2008” na Sopot Hit Festiwalu. W repertuarze solowym ma również przeboje, takie jak: „Katharsis”, „Riotka”, „Melodia ta” i „Nim zajdzie słońce”, który zdobył pierwsze miejsce każdego z trzech oficjalnych notowań singli w Polsce.
Wielokrotnie uwzględniana w rankingach na najbardziej wpływowe Polki i najbardziej wpływowych Polaków oraz na liście najcenniejszych gwiazd polskiego show-biznesu. W 2008 uznana za jednego z dziesięciu najbardziej znanych Polaków przez CNN, a w 2010 okrzyknięta jedną z 50 najlepszych polskich wokalistek przez czasopismo „Machina”. Laureatka m.in. trzech Europejskich Nagród Muzycznych MTV dla najlepszego polskiego wykonawcy, jedenastu statuetek Viva Comet Awards (w tym dla artysty 10-lecia), dwóch nagród Eska Music Awards, dwóch Superjedynek, czterech Złotych Dziobów, dwóch nagród dziennikarzy i fotoreporterów na Krajowym Festiwalu Piosenki Polskiej w Opolu, Telekamery i Platynowej Telekamery. Za sprzedaż nagrań muzycznych otrzymała złote, platynowe i multiplatynowe płyty, a także jedną potrójnie diamentową. Odznaczona medalem „Za zasługi dla Ciechanowa” oraz wyróżniona gwiazdą w Alei Gwiazd Polskiej Piosenki.
Pomiędzy projektami muzycznymi m.in. była bohaterką trzech programów typu reality show, zasiadła w jury kilku programów telewizyjnych, wystąpiła w kampaniach reklamowych różnych firm i marek, zagrała w filmie Pitbull. Ostatni pies i wyprodukowała film Dziewczyny z Dubaju. Czynnie angażuje się w akcje charytatywne i społeczne. W 2010 zainicjowała ogólnopolską akcję zapisywania się do banków potencjalnych dawców szpiku za co była wielokrotnie wyróżniana. Była również inicjatorką akcji przeciwko mowie nienawiści Artyści przeciw nienawiści w 2019.

## Życiorys

### Dzieciństwo i początki kariery
Urodziła się 15 lutego 1984 w Ciechanowie jako córka sportowca Pawła Rabczewskiego i urzędniczki państwowej Wandy Rabczewskiej. Dzieciństwo spędziła w rodzinnym Ciechanowie, gdzie od 1987 uczęszczała do przedszkola, a następnie do tzw. zerówki w Szkole Podstawowej nr 6. W 1991 podjęła naukę w Społecznej Szkole Podstawowej oraz równolegle w szkole muzycznej I stopnia w klasie fortepianu. Na uroczystości rozpoczęcia roku szkolnego zaliczyła sceniczny debiut, śpiewając utwór „Jestem sobie ogrodniczka”. 9 maja 1992 wystąpiła podczas Mini Listy Przebojów w Wojewódzkim Domu Kultury w Ciechanowie. W styczniu 1994 zaśpiewała na Gali Ciechanowskiej wraz z zespołem Funny, a dwa miesiące później wygrała Konkurs Piosenki Dziecięcej w Ciechanowie. W czerwcu 1996 wzięła udział w programie telewizji Polsat Powitanie Lata w Gdańsku.
W 1997 rozpoczęła treningi lekkoatletyczne. Wystąpiła na Mistrzostwach Polski Juniorów w lekkiej atletyce, podczas których otrzymała brązowy medal w biegu na 100 m. Zdobyła złote medale w wojewódzkich mistrzostwach szkolnych w biegu na 100 i 60 m, skoku w dal i pchnięciu kulą. W tym samym roku podjęła naukę w Studium Wokalnym Elżbiety Zapendowskiej w Warszawie. Pod koniec stycznia 1998 została przyjęta do teatru Buffo, w którym występowała przez cztery lata w musicalach Metro i Przeżyj to sam. Początkowo negatywnie wspominała okres współpracy z dyrektorem artystycznym teatru, Januszem Józefowiczem, twierdząc że „nie szanował kompletnie pracowników. Ubliżał im. Wszyscy byli znerwicowani. Gdy miałam 17 lat, trafiła się okazja, by stamtąd odejść, natychmiast z tego skorzystałam. Zrobiłam to z ogromną przyjemnością”. Po latach przyznała jednak, że „doświadczenia oraz emocje, jakie dała mi ta scena, kiedy miałam 13 lat, są bezcenne. Wiele się tam nauczyłam. Do dzisiaj pamiętam porady, których mi tam udzielano”. Ze względu na pracę w Buffo przerwała karierę sportową.
Równolegle z pracą w teatrze uczęszczała do liceum w Warszawie, a po jego ukończeniu rozpoczęła studia na tamtejszym Uniwersytecie SWPS na kierunku psychologia kliniczna, których nie ukończyła.

### 2000–06: Virgin

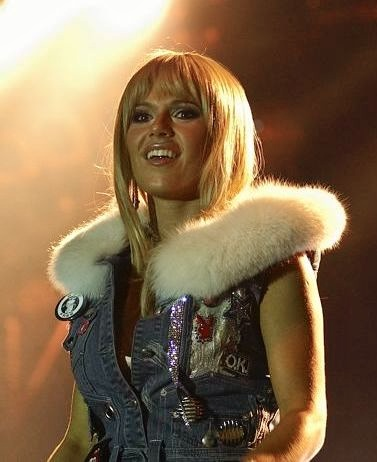
Doda podczas koncertu (2006)

W 2000 spośród setki kandydatek została wybrana wokalistką nowo powstałego zespołu Virgin. We wrześniu 2002 nakładem wytwórni płytowej Universal Music Polska ukazał się debiutancki album grupy zatytułowany po prostu Virgin, który promowany był przez single „To ty” i „Mam tylko ciebie”. Wydawnictwo uzyskało status złotej płyty. Po wydaniu albumu zespół otrzymał nominację do nagrody polskiego przemysłu fonograficznego Fryderyk w kategorii nowa twarz fonografii. By wypromować zespół, Doda wzięła udział w reality show Bar emitowanym na antenie telewizji Polsat w 2002 i ponownie w 2004.
W maju 2004 ukazał się drugi album Virgin pt. Bimbo, który promowany był singlami: „Dżaga”, „Kolejny raz” i „Nie zawiedź mnie”. Bimbo zadebiutowało na pierwszym miejscu listy najchętniej kupowanych albumów w Polsce i uzyskało certyfikat platynowej płyty, a „Dżaga” dotarła na szczyt notowania 30 ton – lista, lista przebojów.
W 2005 Doda założyła Queen Records, firmę kierującą jej karierą oraz realizowanymi przez nią projektami. We wrześniu tego roku wystąpiła z Virgin podczas Sopot Festival 2005, na którym zostali nagrodzeni Słowikiem Publiczności za wykonanie piosenki „Znak pokoju” oraz interpretację utworu Kasi Sobczyk „O mnie się nie martw”. W październiku wydali trzeci album studyjny pt. Ficca, a pochodzący z niego utwór „2 bajki” wybrali na kolejnego singla. Po premierze reedycji płyty w czerwcu 2006 wydawnictwo przez sześć tygodni z rzędu zajmowało szczyt listy sprzedaży w Polsce, a także uplasowało się na 71. miejscu na liście najlepiej sprzedających się płyt w Europe magazynu „Billboard”. Album uzyskał status potrójnie platynowej płyty.
W styczniu 2006 Doda została nagrodzona w plebiscycie Telekamery 2006 w kategorii muzyka. Na początku kwietnia trafiła do szpitala ze stwierdzoną przepukliną krążka międzykręgowego, w wyniku czego przeszła operację kręgosłupa. Z powodu tych wydarzeń działalność Virgin została zawieszona na kilka tygodni. W tym okresie Doda została wybrana artystką roku, a Virgin zespołem roku podczas gali Eska Music Awards. W maju premierę miał animowany film Asterix i wikingowie, w którym wcieliła się w dubbingową rolę Abby. Problemy zdrowotne Dody zainspirowały ją do napisania utworu „Szansa”, z którym w czerwcu 2006 wraz z Virgin wygrała konkurs Premiery na 43. Krajowym Festiwalu Piosenki Polskiej w Opolu. Podczas festiwalu otrzymali również Superjedynkę w kategorii płyta pop za album Ficca. W lipcu zostali wyróżnieni statuetką festiwalu TOPtrendy za zajęcie ósmego miejsca wśród dziesięciu artystów z największą liczbą sprzedanych płyt w poprzedzającym roku w Polsce. W październiku Doda zasiadła w jury muzycznego programu karaoke Shibuya emitowanego przez Viva Polska. W listopadzie otrzymała z zespołem Złotego Dzioba w kategorii wykonawca roku.
Pod koniec grudnia 2006 zerwała kontrakt z menedżerem Virgin, Maciejem Durczakiem. 1 stycznia 2007 założyciel zespołu Tomasz Lubert opublikował oświadczenie, w którym poinformował o zakończeniu działalności grupy i wyjaśnił, że powodem jej rozwiązania miały być różnice interesów oraz problemy w życiu prywatnym.

### 2007–09: Solowy debiut,Diamond Bitch

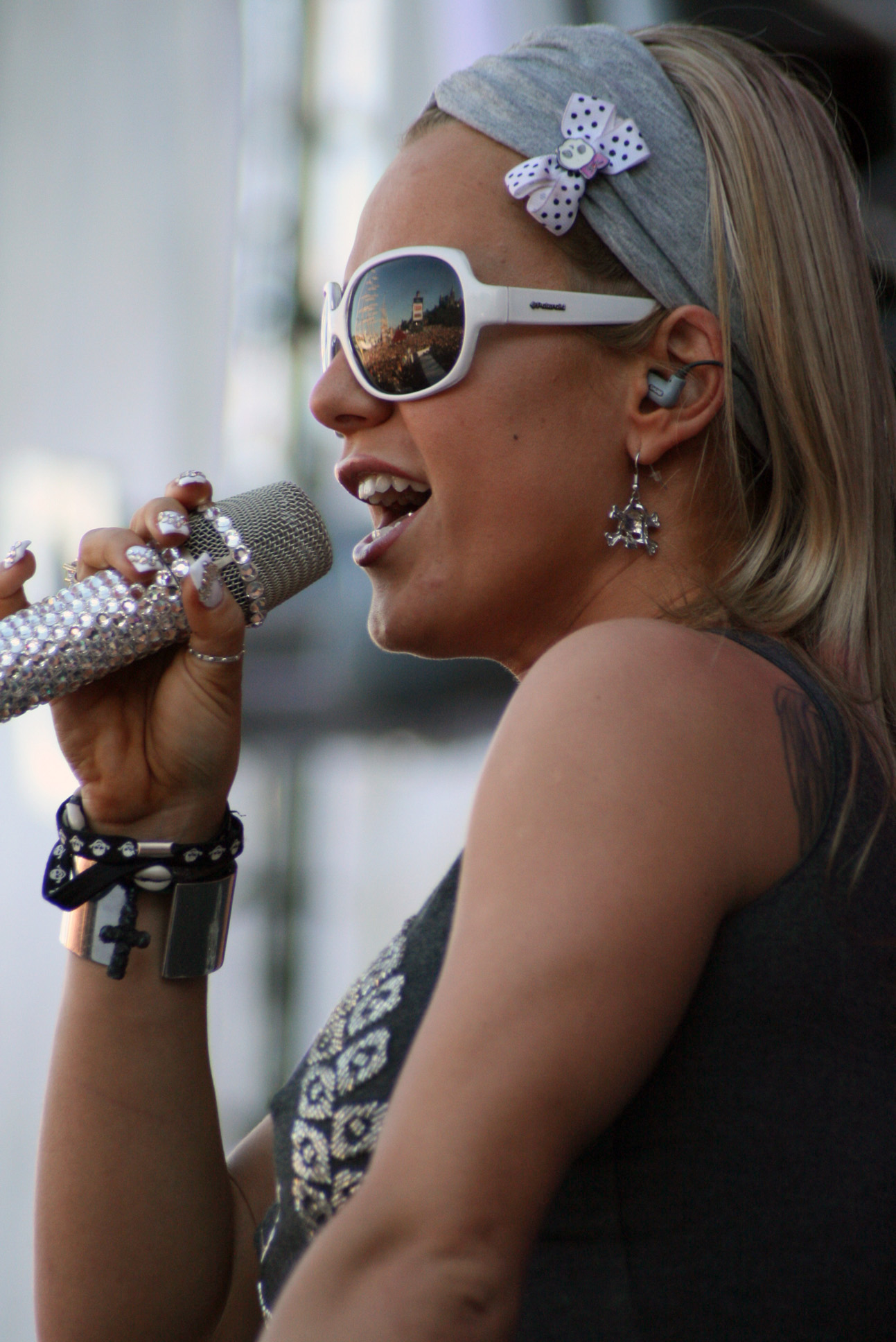
Doda podczas koncertu (2007)

Doda po rozpadzie Virgin zapowiedziała wydanie albumu solowego oraz rozpoczęła kurs na prawo jazdy, który stacja TVN Turbo zarejestrowała na potrzeby programu Jazda z Dodą. W marcu 2007 wystąpiła w przedstawieniu C-AKTIV. Wiersze señora Witkacego w reżyserii Konrada Imieli opartym na wierszach Stanisława Ignacego Witkiewicza podczas Koncertu Finałowego 28. Przeglądu Piosenki Aktorskiej we Wrocławiu.
W maju 2007 podpisała kontrakt na pierwszą solową płytę z wytwórnią Universal Music Polska oraz zapowiedziała wydanie singla „Katharsis”, którego premiera odbyła się 6 czerwca. 27 lipca wydała debiutancki, solowy album studyjny pt. Diamond Bitch, który zadebiutował na pierwszym miejscu listy sprzedaży płyt w Polsce i przebywał tam przez pięć tygodni z rzędu, a także był notowany na 66. miejscu listy najlepiej sprzedających się płyt w Europe magazynu „Billboard”. Album osiągnął sprzedaż ponad 45 tys. egzemplarzy w Polsce, za co Doda odebrała wyróżnienie platynowej płyty. W ramach promocji wydawnictwa odbyła trasę koncertową Diamond Tour. 1 września współprowadziła drugi dzień 44. Międzynarodowego Sopot Festivalu, podczas którego również zaśpiewała „To jest to”, drugi singel z albumu Diamond Bitch. W tym okresie przyjęła ofertę bycia jurorką w pierwszej edycji programu TVP2 Gwiazdy tańczą na lodzie, w którym kontynuowała swoją rolę przez kolejne dwie edycje, do grudnia 2008. Na planie programu wdała się w słowne potyczki z uczestnikiem Przemysławem Saletą i prowadzącą Justyną Steczkowską, czym wywołała kontrowersje. W październiku 2007 zdobyła trzy statuetki w plebiscycie Viva Comet w kategoriach: artystka roku, image roku i teledysk roku (za „Katharsis”). W listopadzie otrzymała Europejską Nagrodę Muzyczną MTV dla najlepszego polskiego wykonawcy oraz dwa Złote Dzioby dla medialnej osobowości roku i za teledysk roku („Katharsis”).
W marcu 2008 wystąpiła w kampanii reklamowej lodów marki Koral, a w ramach współpracy firma wyprodukowała biało-różowe lody w kształcie korony i mikrofonu. W czerwcu premierowo zaśpiewała utwór „Nie daj się” na 45. festiwalu w Opolu, gdzie odebrała Superjedynkę dla artysty roku oraz nagrodę dziennikarzy. W lipcu podczas festiwalu TOPtrendy 2008 została nagrodzona za zajęcie szóstego miejsca wśród dziesięciu artystów, którzy w poprzednim roku sprzedali najwięcej płyt w Polsce. W sierpniu otrzymała nagrodę Sopot Hit Festiwalu w kategorii polski hit lata 2008 za „Nie daj się”. Piosenką promowała reedycję albumu Diamond Bitch, która została wydana pod koniec sierpnia. We wrześniu pojawiła się w epizodycznej roli w komedii Krzysztofa Zanussiego Serce na dłoni. W październiku otrzymała cztery nagrody na gali Viva Comet, wygrywając we wszystkich kategoriach, w których była nominowana, tj. artystka roku i image roku oraz teledysk roku i charts award (za „Nie daj się”). W listopadzie odebrała Złote Dzioby dla wokalistki roku i za teledysk roku („Nie daj się”). W pierwszej połowie 2009 wydała dwa ostatnie single promujące album Diamond Bitch – „Rany” i „Dziękuję”. Za teledysk do pierwszego z nich otrzymała nagrody Viva Comet i Eska Music Awards. Na początku roku została również twarzą firmy odzieżowej Big Star. Jesienią, po raz drugi w karierze, zdobyła tytuł najlepszego polskiego wykonawcy w plebiscycie MTV Europe Music Awards, a także zakwalifikowała się do finałowej piątki w kategorii najlepszy europejski wykonawca. Pojawiła się na gali zorganizowanej w listopadzie w Berlinie i zajęła drugie miejsce, przegrywając z tureckim zespołem MaNga.

### 2010–13:7 pokus głównych

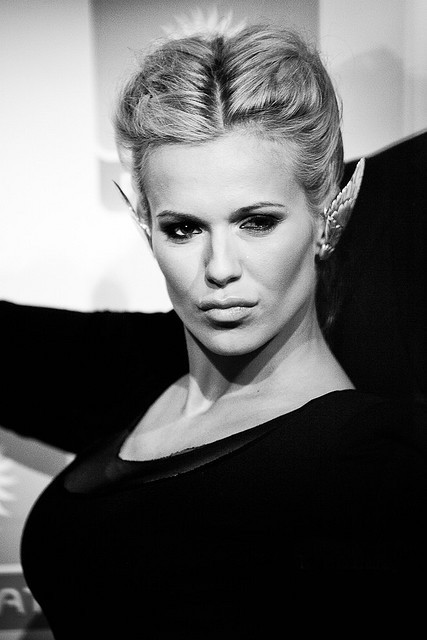
Doda podczas prezentacji wiosennej ramówki telewizji Polsat (2010)

Na początku 2010 wzięła udział w nagraniu utworu „Muzyki moc”, który powstał z okazji 10-lecia stacji Viva Polska. W lutym na gali Viva Comet 2010 została nagrodzona w kategoriach: artysta 10-lecia i teledysk roku („Rany”) oraz przebój 10-lecia z zespołem Virgin za utwór „Szansa”. W marcu stacja Polsat rozpoczęła emisję programu Tylko nas dwoje, w którym Doda zasiadła w jury. W kwietniu współprowadziła galę rozdania nagród Eska Music Awards 2010 oraz wyruszyła w trasę koncertową Rock’n’Roll Palace Tour, która obejmowała 71 koncertów i zakończyła się w marcu 2011. W czerwcu 2010 opublikowała dwa premierowe utwory – „Bad Girls” i „My Way or No Way”, które nagrała na album pt. The 7 Temptations (niewydaną, anglojęzyczną wersję płyty 7 pokus głównych). „Bad Girls” został wybrany pierwszym singlem z płyty, a jego polskojęzyczna wersja ukazała się 16 lipca. We wrześniu Doda zagrała recital na 47. festiwalu w Opolu, a podczas festiwalu otrzymała drugą w karierze nagrodę dziennikarzy i fotoreporterów. W grudniu została okrzyknięta jedną z 50 najlepszych polskich wokalistek przez czasopismo „Machina”.
W lutym 2011 podczas gali Viva Comet zdobyła nagrodę dla artystki roku. 15 maja wyruszyła w trwającą dwa lata trasę koncertową The Seven Temptations Tour, na której promowała swój drugi solowy album pt. 7 pokus głównych wydany 30 maja. Album zajął czwarte miejsce na polskiej liście sprzedaży i osiągnął status platynowej płyty. Podczas festiwalu TOPtrendy 2011 Doda zaprezentowała recital promujący tę płytę. Latem zapowiedziała wydanie drugiego i trzeciego singla promującego album – „XXX” oraz „Fuck It” (duet z Fokusem), przy czym drugi z utworów wydała dopiero jesienią kolejnego roku. W listopadzie i grudniu magazyn „Maxim” na swoich łamach publikował jej felietony.
W lutym 2012 wydała utwór „Kac Wawa”, który nagrała na potrzeby promocji filmu o tym samym tytule. W tym samym miesiącu otrzymała nagrodę Viva Comet za  teledysk roku („XXX”). W czerwcu wydała utwór „Twa energia”, który nagrała ze swoim medialnym sobowtórem – Dżagą. W listopadzie podpisała kontrakt reklamowy z marką Media Expert, a w grudniu rozpoczęła współpracę z wytwórnią EMI Music Poland. W maju 2013 opublikowała teledysk do „Electrode”, ostatniego singla z płyty 7 pokus głównych.

### 2013–19: Wydawnictwa koncertowe, aktorstwo, reaktywacja Virgin iDorota
W maju 2013 wyruszyła w trasę koncertową Fly High Tour. W październiku wydała singel „Wkręceni (High Life)”, który nagrała na ścieżkę dźwiękową do komedii Piotra Wereśniaka Wkręceni. W marcu 2014 wydała koncertowy album pt. Fly High Tour – Doda Live, składający się z płyt CD i DVD. Materiał zarejestrowała 28 listopada 2013 podczas koncertu w Hali Stulecia we Wrocławiu. Album uplasował się na 17. miejscu polskiej listy sprzedaży. Również w marcu odbyła się internetowa premiera akustycznego minikoncertu zespołu Virgin, podczas którego Doda wraz z akompaniującym jej na gitarze Tomaszem Lubertem wykonała niesinglowe piosenki z płyt grupy. Zarejestrowany materiał w kwietniu został wydany cyfrowo pt. Akustycznie – Live at Hear Studio. W czerwcu ukazał się utwór „Hej”, który Doda nagrała z Lubertem na jego płytę Z miłości do muzyki.

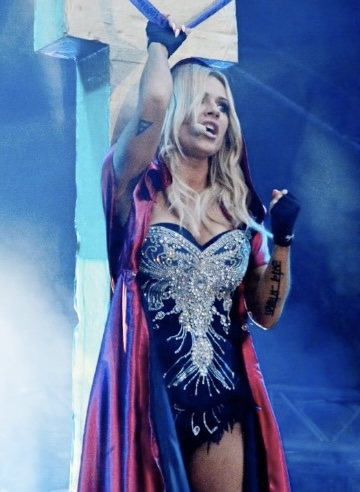
Doda podczas koncertu w Pruszkowie w ramach trasy Riotka Tour (2016)

W grudniu 2014 wróciła do wytwórni Universal Music, po czym wydała dwa single: „Riotka” i „Nie pytaj mnie”, które zostały certyfikowane kolejno platyną i złotem. W maju 2015 wyruszyła w trasę koncertową o nazwie Riotka Tour. Jeden z koncertów, zagrany 5 listopada 2016 w Arłamowie, został zarejestrowany i wydany w kwietniu 2017 na jej drugim koncertowym DVD, które wyprodukowała i wyreżyserowała według własnego scenariusza. We wrześniu 2015 odebrała medal „Za zasługi dla Ciechanowa”. W listopadzie została zaproszona przez gitarzystę zespołu Guns N’ Roses Slasha do wspólnego wykonania utworu „Sweet Child O’ Mine” podczas koncertu z jego trasy World on Fire World Tour w łódzkiej hali Atlas Arena.
W maju 2016 na scenie Teatru Imka odbyła się premiera spektaklu Słownik Ptaszków Polskich w reżyserii Krzysztofa Materny, w którym wcielała się w rolę Andżeliki. W czerwcu z utworem „Nie daj się” wzięła udział w konkursie Złote Opole na 53. festiwalu w Opolu, a podczas festiwalu otrzymała Platynową Telekamerę. W sierpniu wraz z Lubertem reaktywowała zespół Virgin i zapowiedziała wydanie nowej płyty grupy. W tym samym miesiącu opublikowali singel „Hard Heart”, którego polskojęzyczna wersja pt. „Niebezpieczna kobieta” została wydana 7 września i promowała film Patryka Vegi pt. Pitbull. Niebezpieczne kobiety. 10 listopada ukazał się ich album pt. Choni, który dotarł do 24. miejsca na polskiej liście sprzedaży. Na albumie Doda zadebiutowała jako kompozytorka. Wraz z wydaniem płyty zespół wyruszył w trasę koncertową. Drugi singel promujący album, „Kopiuj-wklej”, również wydany w listopadzie, kilka miesięcy po premierze został certyfikowany złotem. Ostatnie dwa single z płyty, „Sens” i „Miłość na etat”, ukazały się kolejno w 2017 i 2018.
We wrześniu 2017 zaśpiewała w jubileuszowym koncercie Maryli Rodowicz Wariatka tańczy – 50 lat na scenie podczas 54. festiwalu w Opolu; wykonała utwór „Damą być” z Rodowicz i Cleo oraz solowo „Niech żyje bal”. W drugiej połowie października rozpoczęła pracę na planie filmu Władysława Pasikowskiego Pitbull. Ostatni pies (2018), w którym wcieliła się w postać Miry; była również odpowiedzialna za produkcję filmu. W listopadzie 2017 utwór „Między nami pokój”, nagrany przez Dodę w duecie z Bohdanem Łazuką, został wydany na jego płycie Nocny Bohdan – Duety. W tym samym miesiącu telewizja Polsat wyemitowała 12. odcinek serialu Daleko od noszy. Reanimacja, w którym Doda wystąpiła w roli Anieli.
W 2018 rozpoczęła pracę nad trzecim solowym albumem, który nagrała w hołdzie zmarłej babce, Pelagii. Wydawnictwo pt. Dorota złożyło się na nowe interpretacje jej ulubionych piosenek nagrane z orkiestrą symfoniczną oraz dwa premierowe utwory. Pierwszy singel z płyty, „Nie wolno płakać”, wydała w grudniu 2018. Dorotę wydała 25 stycznia 2019 nakładem Wydawnictwa Agora i zadebiutowała z nią na czwartym miejscu listy sprzedaży OLiS. W ramach promocji wyruszyła w trasę koncertową z orkiestrą symfoniczną Doda z Orkiestrą. Drugi singel z płyty, „Nie mam dokąd wracać”, wydała w lutym 2019. Latem tego roku wyruszyła z Virgin w pożegnalną trasę koncertową, po zakończeniu której postanowiła skupić się na solowej karierze.

### Od 2020:Dziewczyny z DubajuiAquaria
W lutym 2020 ogłosiła przerwę w działalności muzycznej na rzecz produkowania filmów. Pierwszym wyprodukowanym przez nią filmem były Dziewczyny z Dubaju (reż. Maria Sadowska), nad którymi pracowała latem tego roku. Premiera filmu odbyła się 26 listopada 2021. Doda na potrzeby filmu nagrała utwory: „Don’t Wanna Hide” i „Girls to Buy” (duet z Sadowską), które ukazały się kolejno w czerwcu 2021 i w marcu 2022. Pierwszy z nich został certyfikowany platyną i wygrał w konkursie na Przebój Lata RMF FM i Polsatu 2021. Ponadto Doda pojawiła się w filmie w epizodzie aktorskim, wcielając się w prostytutkę Różę. W grudniu 2021 wydała singel pt. „Fake Love”, zapowiadający jej czwarty solowy album studyjny. Utwór wszedł do głównego notowania polskiej listy airplay, plasując się na szóstym miejscu i został wyróżniony platynowym certyfikatem.

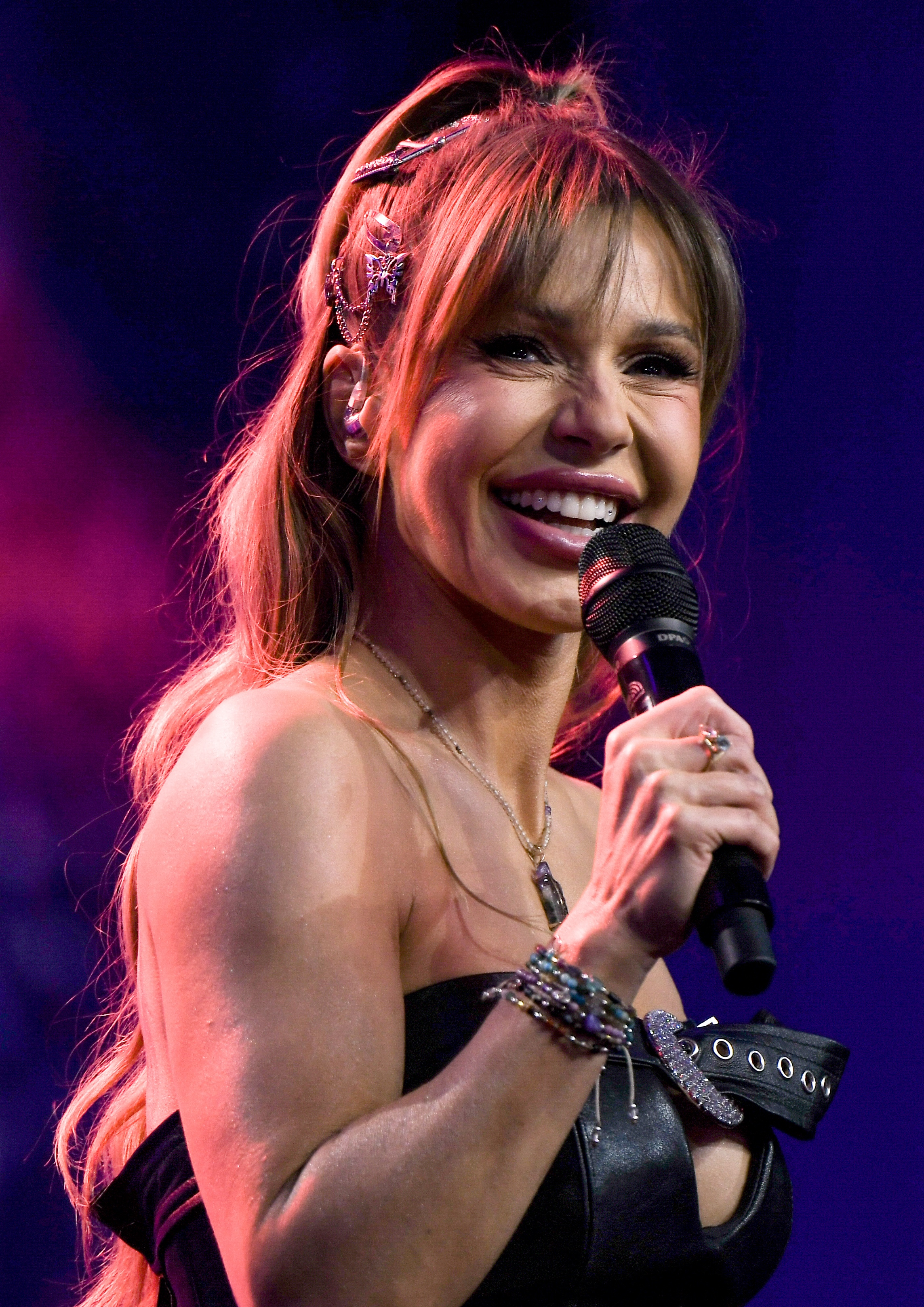
Doda podczas Polsat SuperHit Festiwalu 2023

W maju 2022 na Polsat SuperHit Festiwalu zaprezentowała recital z okazji 20-lecia działalności artystycznej, podczas którego wykonała swoje największe przeboje, m.in. w duetach z Justyną Steczkowską, Michałem Wiśniewskim, Beatą Kozidrak i Dawidem Kwiatkowskim. W czerwcu została odznaczona Medalem Sukcesu Collegium Humanum za wybitną twórczość artystyczną i kulturalną. W lipcu wydała utwór „Melodia ta”, będący kolejnym singlem zapowiadającym jej nową płytę; piosenka zajęła czwarte miejsce na polskiej liście airplay i została certyfikowana poczwórną platyną. Jesienią była bohaterką reality show Doda. 12 kroków do miłości, który wyemitowała telewizja Polsat. 21 października wydała album pt. Aquaria, który zajął drugie miejsce na liście OLiS i uzyskał status potrójnie platynowej płyty. Doda otrzymała za niego nominację do Fryderyka w kategorii album roku – pop. Poza współtworzeniem większości tekstów na albumie, wzięła udział w skomponowaniu kilku jego utworów. Na czwarty singel z wydawnictwa wybrała utwór „Wodospady”, a piątym singlem została piosenka „Zatańczę z aniołami”, która uplasowała się na 22. miejscu polskiej listy airplay i 63. miejscu polskiej listy singli w streamie. Ostatni teledysk z podstawowej wersji albumu zrealizowała do utworu „Pewnie już wiesz”. Każda z tych piosenek została certyfikowana platyną. Reedycję Aquarii, która ukazała się 4 października 2023, promowała singlami „Mama” i „Nie żałuję” (duet ze Smolastym). „Mama” zajęła ósme miejsce na oficjalnej liście polskiego airplay’a, zaś „Nie żałuję” uplasowało się na piątym miejscu tego notowania i dotarło do 58. miejsca polskiej listy singli w streamie. Pierwszy z tych utworów uzyskał status złota, a drugi podwójnej platyny.
W grudniu 2022 zaśpiewała gościnnie w piosence Bedoesa i White’a 2115 pt. „Diamenty” na mixtape wytwórni 2115 pt. Rodzinny biznes. Utwór został certyfikowany złotem. 26 maja 2023 poprowadziła pierwszy dzień Polsat SuperHit Festiwalu, gdzie wystąpiła również jako gość muzyczny. 9 czerwca wystąpiła z recitalem na 60. festiwalu w Opolu, podczas którego otrzymała nagrodę specjalną za całokształt twórczości. 10 sierpnia wydała w duecie ze Smolastym singel „Nim zajdzie słońce”, który zadebiutował na pierwszym miejscu polskiej listy singli w streamie oraz pierwszym miejscu notowania Poland Songs magazynu „Billboard”, a także dotarł na szczyt polskiej listy airplay, stając się pierwszym polskim utworem, który zdobył szczyt każdego z trzech oficjalnych notowań singli w Polsce. Za jego sprzedaż otrzymali potrójnie diamentową płytę. 1 września na rynek trafiła marka Dody, Doda D’eau, w ofercie której znalazły się suplementy diety, a później również perfumy „Luna”. 4 września na antenie Polsatu zadebiutowało jej kolejne reality show Doda. Dream Show, ukazujące kulisy jej przygotowań do trasy koncertowej Aquaria Tour, która rozpoczęła się serią koncertów w Warszawie w październiku 2023 i została zapowiedziana jako ostatnia w jej karierze. W listopadzie tego roku Polsat wyemitował wybrane fragmenty z zapisu jednego z tych koncertów, a całość została udostępniona na platformie Polsat Box Go 15 lutego 2024. Za 2023 otrzymała trzecią w karierze Europejską Nagrodę Muzyczną MTV dla najlepszego polskiego wykonawcy, a także znalazła się wśród dziesięciu najczęściej streamowanych polskich artystek w kraju i za granicą w serwisie Spotify.
Od 30 grudnia 2023 do 23 czerwca 2024 prowadziła cotygodniową audycję Dodaphone na antenie radia RMF FM. W kwietniu 2025 została ambasadorką polskiej marki filtrów do wody Dafi. W czerwcu tego samego roku wystąpiła w pierwszej polskiej kampanii reklamowej platformy Uber Eats, a także otrzymała Superjedynkę podczas 62. festiwalu w Opolu i odsłoniła swoją gwiazdę w opolskiej Alei Gwiazd Polskiej Piosenki. Od 15 września do 29 października 2025 będzie gościem podczas koncertów w ramach wspólnej trasy koncertowej Nosowskiej i Piotra Roguckiego, Światło i MRock. Będzie bohaterką serialu dokumentalnego pt. Doda, który ukaże się na platformie Prime Video w 2025.

## Muzyka i teksty
Doda od początku kariery pisze wykonywane przez siebie teksty, opisując w nich głównie własne przeżycia. Według Anety Kyzioł z „Polityki” śpiewa „piosenki-manifesty”, które zawierają „proste prawdy, że przyjaźń i miłość są najważniejsze, a zdrada boli, ale dopóki jest zdrowie, wszystko można znieść”. Dodała, że „podlanie ich sosem zwierzeń [...] dają wychowanej na ekshibicjonistycznych tokszołach publiczności wrażenie uczestnictwa w osobistym życiu autorki”. Do pisanych przez nią tekstów krytycznie odnosiła się jej była nauczycielka śpiewu Elżbieta Zapendowska, która określiła je jako źle napisane, banalne, głupie i infantylne. Choć dostrzegła, że „są w jakiś sposób szczere”, stwierdziła że „utożsamiają się z nią jedynie 15-latki”. Doktor nauk humanistycznych Uniwersytetu Śląskiego Piotr Pierzchała analizując twórczość Dody zwrócił uwagę na często występujące w jej tekstach „«niewprawne» próby metaforyzacji tekstu”, które „skutkują brakiem logiki w obrębie metaforyki utworu, paradoksami czy wręcz semantycznym bezsensem”, a momentami „osiągają już granicę absurdu”. Zauważył, że jej piosenki posiadają cechy wpisujące się w kiczowatość popu, takie jak „stypizowana i nieodkrywcza tematyka miłosna (także erotyka przedstawiona w sposób prosty, agresywny, niezawoalowany), niski poziom językowy, konwencjonalne i wpadające w ucho rozwiązania melodyczne”.
Jej pierwszy solowy album, Diamond Bitch (2007), od strony muzycznej był kontynuacją pop-rockowego brzmienia, jakie prezentowała wcześniej w zespole Virgin. Krytyk muzyczny i dziennikarz pisma „Teraz Rock” Marek Świrkowicz dostrzegł na albumie muzyczne nawiązania do dokonań takich grup jak: Bajm, Banda i Wanda, Skunk Anansie czy Bon Jovi, natomiast recenzent czasopisma „Hardrocker” podkreślił nawiązania do twórczości żeńskich zespołów rockowych Vixen i Vanilla Ninja. Świrkowicz określił teksty na płycie „osobistym rozrachunkiem piosenkarki z rozmaitymi postaciami i zjawiskami”. Następny album, 7 pokus głównych (2011), był połączeniem muzyki elektronicznej z rockiem. Przy tworzeniu albumu Doda inspirowała się mitologią grecką, nawiązując w tekstach do postaci takich jak Chimera, Dejanira i Temida. Jarosław Szubrycht pisząc dla „Przekroju” porównał stylistykę nagrań do twórczości Lady Gagi, Britney Spears i Izabeli Trojanowskiej. Na albumie Aquaria (2022), Doda sięgnęła po muzykę taneczną, stanowiącą kontrast dla warstwy lirycznej. W utworach śpiewa m.in. o nieudanym małżeństwie czy depresji i myślach samobójczych, a jej celem było „te problemy po prostu wytańczyć”.

## Wizerunek

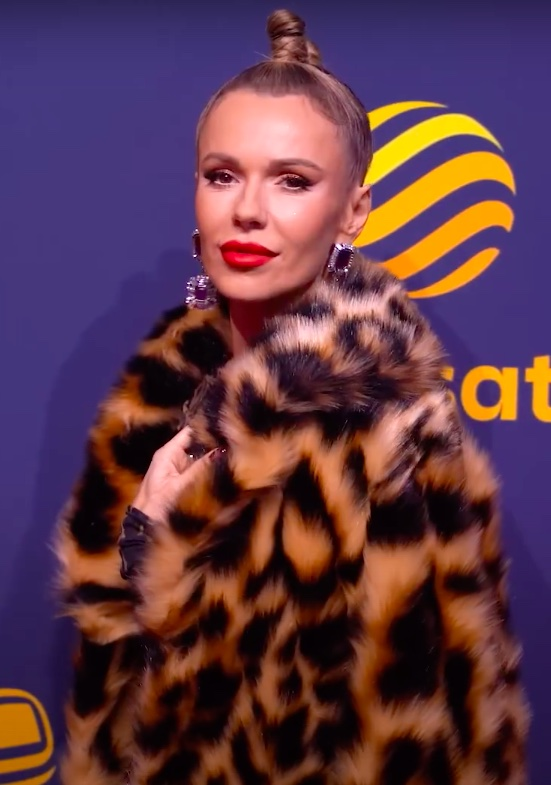
Doda podczas prezentacji wiosennej ramówki telewizji Polsat (2024)

Działalność Dody jest powszechnie komentowana w mediach, między innymi za sprawą skandali obyczajowych i jej kontrowersyjnego wizerunku. W 2011 brytyjski dziennik „The Guardian” ogłosił ją jednym z najpopularniejszych i najbardziej kontrowersyjnych polskich artystów muzycznych w historii. Według szacunkowych danych z 2008, wartość jej wizerunku na tamten moment wynosiła 87 630 248,91 złotych, natomiast publikacje na jej temat dotarły do 3,5 miliona osób. Rok później Press-Service Monitoring Mediów wycenił wartość poświęconych jej publikacji prasowych w okresie od lipca do września 2009 na 38,6 miliona złotych. Była jedną ze „100 najcenniejszych gwiazd polskiego show-biznesu” według danych magazynu „Forbes Polska” w latach 2006–2014, zajmując najwyższą, ósmą pozycję w 2009. W 2022 uplasowała się na 17. miejscu w rankingu „100 najcenniejszych kobiecych marek osobistych” sporządzonym przez dwumiesięcznik „Forbes Women”, w którym jej ekwiwalent reklamowy wyceniono na 97 194 392 zł. W 2023 znalazła się na 12. miejscu tej listy z ekwiwalentem reklamowym o wysokości 143 680 724 zł, z kolei w 2024 jej ekwiwalent reklamowy wyniósł 305 405 352 zł, plasując ją na czwartym miejscu listy, a w 2025 oszacowany został na 207,2 miliona zł co dało jej 14. pozycję w rankingu.
W 2004 uplasowała się na 10. miejscu rankingu najpopularniejszych Polek sporządzonym przez serwis NetSprint. W 2008 znalazła się na liście dziesięciu najbardziej znanych Polaków, sporządzonej przez telewizję CNN w ramach cyklu reportaży poświęconych Polsce. Kolejnego roku tygodnik „Newsweek Polska” umieścił ją w rankingu 50 najbardziej wpływowych Polaków. W 2010 zajęła pierwsze miejsce w rankingu najpopularniejszych polskich wokalistek i wokalistów zrealizowanym przez Epanel.pl w ramach cyklu badań „Celebrity Monitor 2010”. Rok później znalazła się na liście 100 najbardziej wpływowych Polaków według tygodnika „Wprost”, a magazyn „Viva!” ogłosił ją jedną z 10 najbardziej wpływowych kobiet w kraju. „Wprost” uwzględnił Dodę również w rankingach na 50 najbardziej wpływowych polskich celebrytów (2015), 50 najbardziej wpływowych Polek (2017) oraz 50 najbardziej wpływowych Polaków (2019, 2023). W 2021 zajęła 12. miejsce w rankingu magazynu „Forbes Polska” na najpopularniejszych polskich influencerów w serwisie Instagram. W 2022 i 2023 była drugą najpopularniejszą osobą publiczną w sieci w zestawieniu polskich influencerów opracowanym przez See Bloggers i InfluTool, a w 2024 awansowała na pierwszą pozycję.

### Styl i tatuaże
Doda jest znana z eksperymentowania ze stylem, wybierając stroje klasyczne, jak również wyzywające, co często wywołuje skrajne reakcje opinii publicznej. Wykreowaną przez siebie postać sceniczną określiła mianem „wyuzdanej rock’n’rollowej laski”. W początkowym okresie działalności artystycznej jej stroje głównie w kolorze różowym były powszechnie określane jako krzykliwe i w złym guście. Często nosiła mocny makijaż i regularnie występowała w rozbieranych sesjach zdjęciowych w magazynach dla mężczyzn: czterokrotnie w „CKM-ie” (2003, 2004, 2005, 2006) i dwukrotnie w polskiej edycji „Playboya” (2005, 2007). Jej zdjęcia trafiły również do amerykańskiej edycji „Playboya” w 2011. W połowie 2009 rozpoczęła zmianę wizerunku, odstawiając oceniane jako kiczowate stroje na rzecz bardziej stonowanych. W 2010 „Newsweek Polska” umieścił ją na pierwszym miejscu listy „Najlepiej ubranych Polek”, a miesięcznik „Pani” uznał ją za jedną z najlepiej ubranych Polek. Rabczewska wygrała również plebiscyt na „Najlepiej ubrane 2010” magazynu „Elle” w kategorii seksbomba. W 2011 otrzymała nagrodę Oskary Fashion dla najlepiej ubranej wokalistki oraz tytuł Kobiety Roku „Glamour”.
Przez lata integralną częścią jej wizerunku były tatuaże. Jednym z jej najbardziej charakterystycznych tatuaży są skrzydła wytatuowane na plecach. Pozostałe to m.in. sentencje oraz trójkąt na prawym ramieniu. W 2007 tatuaż na przedramieniu, który na tamten moment oznaczał „Kochać Radek” w języku hebrajskim i odnosił się do osoby jej byłego męża Radosława Majdana, został przykryty napisem w języku hindi oznaczającym „nieśmiertelność”. Miała również wytatuowane inicjały Majdana na podbrzuszu, które później zostały przykryte innym tatuażem. W grudniu 2019 poinformowała, że usunęła dwa tatuaże i jest w trakcie usuwania trzeciego.

### Działalność społeczna

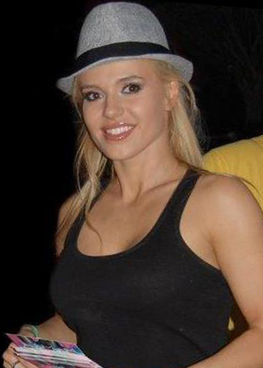
Doda podczas koncertu charytatywnego w Czeladzi (2010)

Czynnie angażuje się w akcje charytatywne i społeczne. W 2007 przekazała 60 tys. złotych na rzecz kościoła Najświętszego Serca Pana Jezusa w Ładzinie. W 2008 przeznaczyła 50 tys. złotych na rzecz parafii pod wezwaniem św. Piotra i Pawła w Borzysławcu. Deklarację przekazania pieniędzy na cele charytatywne wyraziła po otrzymaniu nagrody pieniężnej na Sopot Hit Festiwal 2008. Wielokrotnie wspierała również Wielką Orkiestrę Świątecznej Pomocy.
Na początku 2010 wygraną w programie Tak to leciało! w wysokości 150 tys. złotych przekazała na rzecz Stowarzyszenia Chorych na Stwardnienie Rozsiane. Podczas koncertów w 2010 propagowała zapisywanie się do banków potencjalnych dawców szpiku. Za działalność na rzecz chorych na białaczkę otrzymała tytuł Lidera Roku w Ochronie Zdrowia w kategorii działalność charytatywna; według oceniających uczyniła dla polskiej transplantologii więcej niż niejedno stowarzyszenie. Jej akcję docenili również czytelnicy „Newsweeka”, przyznając jej tytuł Gwiazdy Dobroczynności, a także kapituła plebiscytu „Róże Gali”, która wyróżniła ją nagrodą specjalną. Według danych fundacji DKMS z 2024 dzięki jej inicjatywie do internetowej bazy  potencjalnych dawców szpiku zapisało się 40 tysięcy osób z czego 340 osób stało się tzw. dawcami faktycznymi. W 2011 objęła patronat nad Miejskim Studiem Nagrań w rodzinnym Ciechanowie, a w 2012 zaangażowała się w walkę przeciwko wprowadzeniu do Polski GMO.
W styczniu 2019 wyszła z inicjatywą zorganizowania koncertu Artyści przeciw nienawiści, mającego na celu zjednoczenie się wykonawców w celu przeciwstawienia się hejtowi. W trakcie koncertu wystąpiła ponad setka polskich wykonawców, a wsparcie wyrazili też m.in. dziennikarze i osobowości medialne.
3 sierpnia 2019 wsparła społeczność LGBT, występując w tęczowej pelerynie podczas koncertu Disco pod Gwiazdami w Białymstoku, gdzie kilka tygodni wcześniej podczas I Marszu Równości w tym mieście doszło do zamieszek. W 2023 została ambasadorką kampanii społecznej „Twarze depresji. Nie oceniam. Akceptuję.”. We wrześniu 2024 udała się do Lewina Brzeskiego, aby pomóc mieszkańcom tej miejscowości w sprzątaniu ich domów, które uległy zniszczeniom podczas fali powodziowej w południowo-zachodniej Polsce. W 2025 dochód z transmisji swojego programu internetowego, Naga prawda czy naga Doda?, przekazała na rzecz walki z depresją dzieci i młodzieży.

## Kontrowersje

### Utwór „Podobne przypadki”
We wrześniu 2007 wytoczyła proces sądowy liderowi Grupy Operacyjnej, Mieszkowi Sibilskiemu, za nazwanie jej „blacharą” w utworze „Podobne przypadki” oraz za opublikowanie na stronie internetowej jego zespołu listu dotyczącego jej rozwodu z Radosławem Majdanem. 23 marca 2008 sąd w Zielonej Górze dał Rabczewskiej i Sibilskiemu miesiąc na polubowne załatwienie sprawy. 10 listopada 2009 Sąd Rejonowy oddalił w całości powództwo przeciwko Sibilskiemu, a w uzasadnieniu stwierdził, że „Doda sama posługuje się aroganckim i wulgarnym językiem”. Wokalistka odwołała się od tego wyroku.
W marcu 2010 Sąd Apelacyjny w Poznaniu w nowym wyroku nakazał Sibilskiemu w terminie 14 dni od jego uprawomocnienia oficjalnie przeprosić piosenkarkę w zamieszczonym na własny koszt oświadczeniu. W lutym 2011 Sąd Najwyższy uchylił ten wyrok i skierował go do ponownego rozpatrzenia, gdyż uznał go za niejasny, argumentując, że „SA raz używa zamiennie określeń godność osobista i dobre imię, innym razem używa tych sformułowań obok siebie. Z tej przyczyny nie ma pewności, jak SA rozumiał te pojęcia. Według orzecznictwa nie są one tożsame”. Sąd Apelacyjny po powtórnym rozpatrzeniu sprawy nakazał Sibilskiemu w lipcu 2011 przeprosić piosenkarkę, jednak tylko za list dotyczący jej rozwodu z Majdanem, uznając, iż utwór „Podobne przypadki” mieści się w konwencji, w jakiej utrzymywane są inne piosenki zespołu.

### Wypowiedź o Biblii
W sierpniu 2009 w wywiadzie dla „Dziennika” została zapytana, dlaczego żyje z „człowiekiem, który bezcześci Biblię i przekazuje antychrześcijańskie treści”, skoro deklaruje się jako osoba religijna. Partnerem Rabczewskiej był wówczas muzyk Nergal, który zniszczył egzemplarz Pisma Świętego podczas jednego ze swoich koncertów. Wokalistka odpowiedziała, że „do końca Kościoła nie popiera”, a „działania niektórych księży nie spotykają się z jej aprobatą”. Stwierdziła również, że – jej zdaniem – w Biblii zawarte są „bardzo ważne przykazania i historie, które budują w dzieciach system wartości”, dodała jednak, że „ciężko jej wierzyć w coś, co nie ma przełożenia na rzeczywistość”, argumentując, że w Biblii znajduje się opis stworzenia świata w siedem dni, a brak jest wzmianki o dinozaurach. Prowadząca rozmowę dziennikarka zapytała Dodę, czy w takim razie „bardziej wierzy w dinozaury niż w Biblię”. Rabczewska oznajmiła: „Wierzę w to, co jest. W to, co przyniosła nam nasza matka Ziemia podczas wykopalisk, są na to dowody. Ciężko wierzyć w coś, co spisał jakiś tam napruty winem i palący jakieś zioła”, po czym sprecyzowała, że miała na myśli „tych wszystkich gości, co spisali te wszystkie niesamowite historie”. Po opublikowaniu wywiadu współpracę z Dodą zawiesiły władze Telewizji Polskiej, tłumacząc, że „niedopuszczalne jest, aby w programach TVP występowały osoby, których publicznie głoszone opinie noszą znamiona wypowiedzi obrażających uczucia chrześcijan”.
Doniesienie do prokuratury o podejrzeniu popełnienia przestępstwa znieważenia przedmiotu czci religijnej i obrażenia uczuć religijnych chrześcijan i żydów wnieśli przewodniczący Ogólnopolskiego Komitetu Obrony przed Sektami Ryszard Nowak oraz senator Prawa i Sprawiedliwości Stanisław Kogut. W styczniu 2012 Sąd Rejonowy Warszawa-Mokotów ukarał Dodę karą grzywny w wysokości 5 tys. złotych za obrazę uczuć religijnych. Piosenkarka odwołała się od wyroku, lecz Sąd Okręgowy w Warszawie apelację oddalił i utrzymał wyrok sądu I instancji w mocy.
Wyrok i jego podtrzymanie spotkały się z krytyczną oceną wielu komentatorów: polityków, artystów, prawników i naukowców. Niektórzy z nich, m.in. Włodzimierz Cimoszewicz, sugerowali, iż wokalistce odmówiono prawa do wolności słowa. Logik i filozof analityczny Wojciech Krysztofiak odniósł się do całkowicie błędnej w jego opinii ekspertyzy językoznawczej, jaką posłużono się w trakcie procesu. Psychofarmakolog Jerzy Vetulani, cytując badania izraelskiego uczonego Benny’ego Shanona, opisał w swoim artykule historię substancji psychotropowych, występujących w czasach starożytnych na terenie Izraela, wskazując, że słowa Rabczewskiej były merytorycznie uzasadnione, gdyż autorzy Pisma Świętego, podobnie jak niektóre występujące w nim postacie, miały kontakt z różnymi środkami odurzającymi, nie tylko winem. Dodę poparł także Ruch Palikota, organizując pikietę, której uczestnicy żądali wykreślenia z Kodeksu karnego artykułu 196 mówiącego o karaniu za obrazę uczuć religijnych. Skazana również odniosła się do wyroku krytycznie: w jej ocenie stała się „ofiarą polskiego zacofanego sądownictwa” i dodała, że zamierza odwołać się w tej sprawie do Europejskiego Trybunału Praw Człowieka.
Doda wniosła skargę do Trybunału Konstytucyjnego, która po przejściu wstępnej kontroli została przyjęta do rozpatrzenia w sierpniu 2013. Przedstawiciel Dody Łukasz Chojniak stwierdził, że „uznanie obrazy uczuć religijnych za przestępstwo ogranicza wolność słowa”, a „dla ochrony uczuć religijnych zupełnie wystarczy ochrona dóbr osobistych z kodeksu cywilnego”. 6 października 2015 Trybunał Konstytucyjny odrzucił skargę złożoną przez piosenkarkę, orzekając brak niezgodności zaskarżonego artykułu 196 ustawy z dnia 6 czerwca 1997 kodeksu karnego z Konstytucją. W uzasadnieniu sędzia Andrzej Wróbel stwierdził, że publiczna krytyka przedmiotu czci religijnej jest dopuszczalna wtedy, gdy „jest pozbawiona ocen znieważających, obelżywych czy poniżających”, dodał jednak, że „w demokratycznym państwie prawnym, należącym do kultury europejskiej, [...] ochrona uczuć religijnych innych osób przed ich obrazą znieważającym, publicznym i umyślnym zachowaniem wobec przedmiotu czci religijnej nie musi prowadzić do zagrożenia karą pozbawienia wolności, w szczególności w wymiarze do lat 2. Samo zagrożenie karą pozbawienia wolności w tym wymiarze, niezależnie od praktyki orzeczniczej, może być też postrzegane jako środek zbyt dolegliwy”.
Po odrzuceniu skargi przez Trybunał Konstytucyjny w Polsce Doda złożyła skargę do Europejskiego Trybunału Praw Człowieka, który przyjął sprawę do rozpatrzenia we wrześniu 2017. We wrześniu 2022 wydał wyrok, w którym stwierdził, że państwo polskie naruszyło przepis Europejskiej konwencji praw człowieka gwarantujący każdemu prawo do wolności wyrażania opinii i nakazał mu zapłacić Dodzie 10 tys. euro odszkodowania. W uzasadnieniu zaznaczono, że Doda mówiła swobodnym, obrazowym językiem skierowanym do jej młodych fanów, a jej wypowiedź nie zachęcała do nienawiści lub nietolerancji religijnej i w rezultacie nie może zostać uznana za mowę nienawiści. Państwo polskie bezskutecznie odwołało się od tego wyroku i w lutym 2023 nabrał on mocy prawnej.

### Incydent w Chorzowie
12 lutego 2014 media poinformowały o rzekomym pobiciu przez nią dziennikarki Agnieszki Szulim tuż po zakończeniu gali Niegrzeczni 2014 w jednym z chorzowskich klubów. Powodem napaści Dody na Szulim miały być poruszane przez nią w programie Na językach tematy, dotyczące m.in. nieślubnej córki ojca piosenkarki. Szulim złożyła przeciwko Dodzie pozew sądowy, oskarżając ją o napaść. Doda zaprzeczyła oskarżeniom i zasugerowała, że to ona została przez nią pobita. Rabczewska również skierowała sprawę na drogę sądową.
24 marca 2016 Sąd Rejonowy Warszawa-Mokotów uznał Rabczewską za winną i skazał ją na sześć miesięcy ograniczenia wolności z obowiązkiem wykonywania nieodpłatnej kontrolowanej pracy na cele społeczne w wymiarze 40 godzin w stosunku miesięcznym, ponadto nakazał jej zwrot poniesionych przez Szulim wydatków w postaci opłaty oraz pokrycie kosztów sądowych. Wyrok nie został uprawomocniony i Doda złożyła apelację. W październiku 2016 warszawski Sąd Apelacyjny uchylił wyrok sądu I instancji z marca 2016 o naruszenie nietykalności cielesnej Szulim, argumentując, iż Rabczewska naruszyła nietykalność cielesną dziennikarki jedynie poprzez oblanie jej z pistoletu na wodę, a według sądu „za grożenie pistolecikiem nie można karać pracami społecznymi”. W grudniu 2017 wydany został nieprawomocny wyrok uniewinniający Szulim w sprawie o naruszenie nietykalności cielesnej Dody.
Konflikt przyczynił się do wieloletniego zakazu występowania Dody na antenie stacji TVN, która emitowała Na językach i z powodzeniem została pozwana sądownie przez rodziców artystki za pokazane w programie materiały dotyczące ich życia prywatnego.

### Zatrzymanie przez prokuraturę
22 listopada 2017 w godzinach porannych została zatrzymana przez Prokuraturę Okręgową w Warszawie celem złożenia wyjaśnień w sprawie dotyczącej gróźb stosowanych wobec jej byłego partnera, Emila Haidara. Haidar miał być zmuszany do: cofnięcia wniosków o ściganie Rabczewskiej w postępowaniach karnych i wszczęcie postępowania egzekucyjnego, cofnięcia prywatnego aktu oskarżenia, zaniechania kontynuowania wszelkich innych postępowań, w których stroną była piosenkarka, a także zaniechania publicznych i prywatnych negatywnych wypowiedzi na ten temat. Artystce przedstawiono zarzuty „nakłaniania, wspólnie i w porozumieniu z innymi osobami, bezpośrednich wykonawców, również objętych zarzutami, do zmuszania Emila H. do określonego zachowania, poprzez kierowanie wobec niego gróźb bezprawnych oraz wywierania przy użyciu groźby bezprawnej wpływu na Emila H. jako świadka i oskarżyciela w postępowaniach, w których stroną jest Dorota R.”. Nie przyznała się do zarzucanych jej czynów i po złożeniu wyjaśnień została wypuszczona na wolność. Według doniesień prokuratura zastosowała wobec niej środek zapobiegawczy w postaci dozoru policji połączonego z zakazem kontaktowania się z osobami, które w tej sprawie posiadały status podejrzanych oraz z pokrzywdzonym, zakaz opuszczania kraju i poręczenie majątkowe w wysokości 100 tys. złotych. Prawnik Dody, Adam Gomuła, w wystosowanym oświadczeniu zaprzeczył, jakoby miała otrzymać zakaz opuszczania kraju.
21 lutego 2018 ponownie stawiła się w prokuraturze, gdzie postawiono jej dodatkowy zarzut składania fałszywych zeznań. Do tego zarzutu również się nie przyznała i złożyła wyjaśnienia. Tym razem nie zastosowano wobec niej środków zapobiegawczych. W rozmowie z serwisem Plejada.pl Gomuła wyjaśnił, że piosenkarka „doprecyzowała te zeznania, które – zdaniem prokuratorów – były fałszywe” i liczy na umorzenie sprawy.
We wrześniu 2019 przed Sądem Rejonowym Warszawa-Mokotów rozpoczął się proces w tej sprawie, który został utajniony. W grudniu 2022 Sąd Rejonowy wydał nieprawomocny wyrok uniewinniający Dodę od zarzutu składania fałszywych zeznań, który w czerwcu 2023 został podtrzymany przez Sąd Okręgowy. W marcu 2024 zapadł zaś nieprawomocny wyrok dotyczący zarzutu nakłaniania do zastraszania i wymuszania, w którym została skazana na rok pozbawienia wolności w zawieszeniu na dwa lata oraz grzywnę w wysokości 100 tys. złotych. Obie strony odwołały się od tego wyroku; Doda domagała się uniewinnienia, zaś Haidar kary dwóch lat bezwzględnego pozbawienia wolności dla piosenkarki. W styczniu 2025 warszawski Sąd Okręgowy oddalił obie apelacje i uprawomocnił wyrok sądu I instancji. Dodatkowo zasądził od artystki na rzecz poszkodowanego nawiązkę w wysokości 20 tys. złotych. W swojej argumentacji sąd stwierdził, że Rabczewska „sterowała z tylnego siedzenia”, uznając jednocześnie karę bezwzględnego więzienia za „daleko idącą”.

## Wpływ na popkulturę

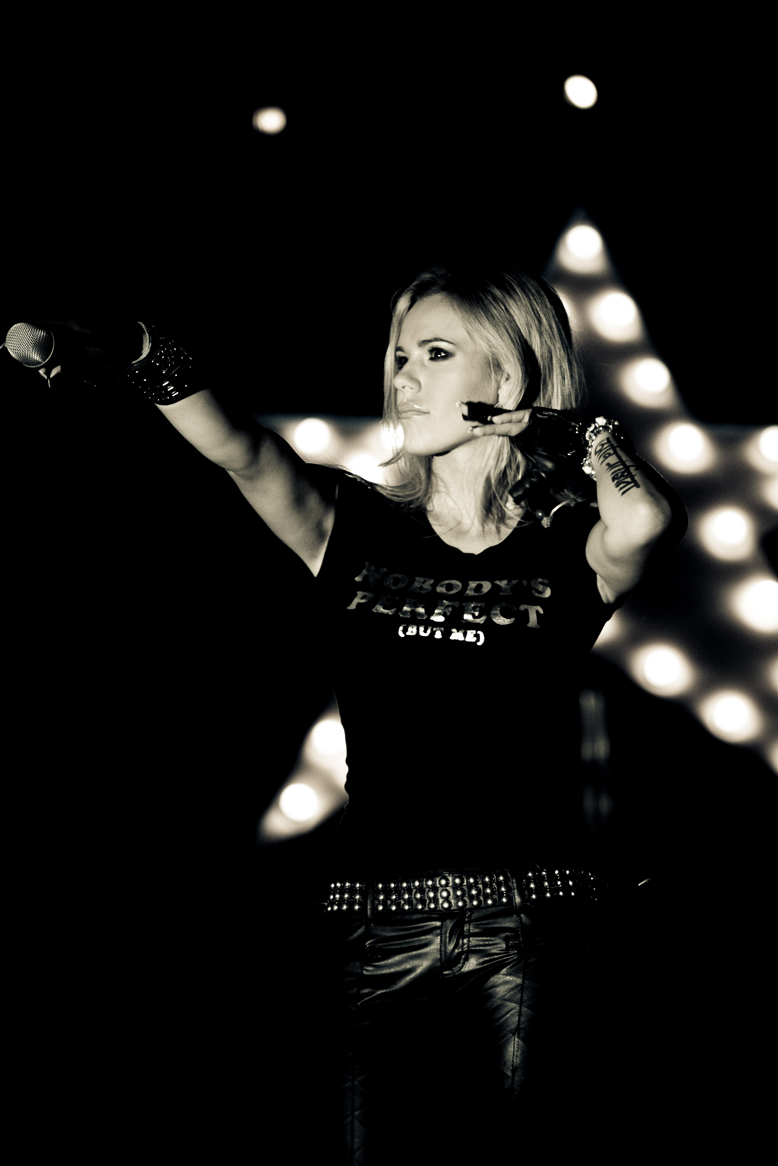
Doda podczas koncertu (listopad 2008)

Doda uznawana jest za ikonę popkultury XXI wieku w Polsce. Redaktor serwisu Wirtualna Polska w artykule poświęconym wokalistce nakreślił jej cechy charakterystyczne, które według niego miały znaczący wpływ na sukces jaki odniosła: „Bez skrępowania pokazywała roznegliżowane ciało i chętnie opowiadała o seksualnych przygodach [...] była wulgarna do granic absurdu, a histeryczny śmiech i mało błyskotliwe wypowiedzi złożyły się na niezbyt pochlebny wizerunek piosenkarki. Widocznie jednak, właśnie kogoś takiego potrzebowała wówczas polska branża”. Jacek Sobczyński w opublikowanym przez „Gazetę Krakowską” artykule Seksbomby znad Wisły (2010) stwierdził, że Doda „jest tą seksbombą, która w historii rodzimej pop-kultury dokonała największej rewolucji obyczajowej” i która „jak nikt inny w mijającym dziesięcioleciu, wpłynęła na społeczeństwo”.
Zdaniem filozofa Jana Hartmana „początek stulecia w polskiej popkulturze należał do hardej śpiewającej dziewoi z Ciechanowa. Królowa była tylko jedna, a była nią Doda”. Nazwał ją „ikoniczną postacią małomiasteczkowej wyzwolonej kobiety” i zwrócił uwagę na wpływ jaki wywarła na kolejne pokolenia, podając za przykład raperkę Fagatę, którą nazwał „Dodą 2.0”. W jego opinii „na tle Fagaty Doda jawi się dziś jako «klasyczka», legenda małomiasteczkowej kobiecej emancypacji z okresu transformacji. Patrząc na Fagatę, widzimy zaś efekt tego procesu”. Zaznaczył, że „Fagata należy do pierwszego pokolenia realnie wyemancypowanego od rewolucji, uwolnionego od rewolucyjnych zobowiązań i wszelkich historyczno-ideologicznych uwikłań”, podczas gdy „Doda wie, ile kosztuje emancypacja. Wie, czym była walka i jaką płaciło się cenę”.
Pisząc dla „Polityki” Aneta Kyzioł zauważyła, że Doda stała się częstym punktem odniesienia dla innych, przytaczając m.in. wypowiedzi Marka Jana Chodakiewicza, który nazwał Jana Tomasza Grossa „odpowiednikiem Dody Elektrody na polu historycznym”, czy Tomasza Lisa, który określił działania IV RP „dodaizacją polskiej polityki”. Odniesienia do Dody na przestrzeni lat pojawiały się w filmach, serialach i programach telewizyjnych. Przez wiele lat parodiowana była w programie Szymon Majewski Show przez Katarzynę Kwiatkowską, a w jej postać wcielili się także m.in. Paweł „Konjo” Konnak w programie Gwiazdy tańczą na lodzie, uczestnicy programu Twoja twarz brzmi znajomo czy Beata Rybarska podczas występów z Kabaretem pod Wyrwigroszem. Postać Lodzi (w tej roli Anna Przybylska) w serialu 39 i pół oraz Żony (Małgorzata Kożuchowska) w spektaklu Teatru Telewizji Ich czworo również wzorowane były na Dodzie. Jej oficjalnym sobowtórem medialnym jest Mariusz Ząbkowski znany jako „Dżaga”.
Doda była bohaterką książek i publikacji akademickich, takich jak Od Pierwszych Dam do Dody Elektrody Witolda Fillera, Karuzela z idolami. Gwiazdozbiór osobisty Tomasza Raczka czy Znani z tego, że są znani. Celebryci w kulturze tabloidów Wiesława Godzica. Powstało również kilka piosenek nawiązujących do jej osoby, w tym między innymi utwory „Bądź sobą” i „Podobne przypadki” Grupy Operacyjnej czy „Doda :*” Bedoesa. Artystka była inspiracją dla Marka Kochana podczas pisania książki Plac zabaw. W maju 2012 w Muzeum Narodowym w Warszawie została otwarta wystawa „Wywyższeni. Od faraona do Lady Gagi”, której była jedną z bohaterek. Jej wizerunek został wykorzystany również w obrazach Joanny Filipiak z cyklu malarskiego Lepsze dzisiaj z 2016.

## Życie prywatne
Rodzina jej ojca wywodzi się z Wilna, a babka była w połowie Litwinką. Ma przyrodniego brata, Rafała (ur. 1975), syna Wandy, który przyjął nazwisko Pawła Rabczewskiego. W latach 2007–2013 pełnił funkcję jej menedżera koncertowego. Ma również przyrodnie rodzeństwo ze strony ojca: brata Grzegorza i siostrę Paulinę.
Będąc nastolatką, była w związku z kobietą. W 2003 podczas jednego z meczów w Ustce poznała piłkarza Radosława Majdana, który oświadczył się jej w październiku podczas zgrupowania polskiej reprezentacji piłkarskiej w Jerozolimie. Pobrali się 5 marca 2005. W połowie kwietnia 2007 piosenkarka poinformowała w programie Dzień dobry TVN o złożeniu do sądu pozwu rozwodowego. 10 stycznia 2008 para uzyskała rozwód.
Od maja 2009 była związana z muzykiem Adamem „Nergalem” Darskim, z którym zaręczyła się 1 stycznia 2010. W marcu 2011 Darski zakończył związek z piosenkarką. Latem tego roku Doda związała się z choreografem Błażejem Szychowskim, z którym rozstała się po 10 miesiącach związku w 2012. W lipcu 2015 zaręczyła się z przedsiębiorcą Emilem Haidarem, z którym spotykała się od końca 2014. W listopadzie 2015 poinformowała o zakończeniu tego związku. W 2017 zaręczyła się z producentem filmowym Emilem Stępniem w Marbelli, gdzie 14 kwietnia 2018 wzięli ślub kościelny. Kilka tygodni wcześniej w Ciechanowie odbył się ich ślub cywilny. Po ślubie posługiwała się nazwiskiem dwuczłonowym Rabczewska-Stępień. 9 czerwca 2021 poinformowała o złożeniu pozwu rozwodowego. Rozwód pary został sfinalizowany 15 listopada 2021. Po rozstaniu z mężem wyznała, że w małżeństwie doświadczyła przemocy psychicznej, co doprowadziło u niej do depresji, stanów lękowych, ataków paniki i myśli samobójczych, w wyniku czego przebyła terapię. Jej kolejnym partnerem był amerykański aktor Max Hodges. W listopadzie 2022 potwierdziła swój związek z podróżnikiem Dariuszem Pachutem. W październiku 2024 poinformowali media o swoim rozstaniu.
W lutym 2025 wykryto u niej czerniaka złośliwego.
Należy do stowarzyszenia ludzi o wysokim ilorazie inteligencji Mensa Polska.

## Dyskografia
- Diamond Bitch (2007)
- 7 pokus głównych (2011)
- Dorota (2019)
- Aquaria (2022)

## Filmografia
| Rok  | Tytuł                        | Profesje | Profesje | Rola             | Dodatkowe informacje             | Źr.             |
| Rok  | Tytuł                        | A        | P        | Rola             | Dodatkowe informacje             | Źr.             |
| ---- | ---------------------------- | -------- | -------- | ---------------- | -------------------------------- | --------------- |
| 2006 | Asterix i wikingowie         | T        |          | Abba             | dubbing w wersji polskojęzycznej | [ 35 ]          |
| 2008 | Serce na dłoni               | T        |          | piosenkarka      |                                  | [ 136 ]         |
| 2013 | 120 przygód Koziołka Matołka | T        |          | królewna         | słuchowisko                      | [ 370 ]         |
| 2017 | Daleko od noszy. Reanimacja  | T        |          | Aniela           | odcinek „Poszukiwana ordynator”  | [ 136 ]         |
| 2018 | Pitbull. Ostatni pies        | T        | T        | Mira Wierzbicka  |                                  | [ 136 ]         |
| 2021 | Dziewczyny z Dubaju          | T        | T        | prostytutka Róża |                                  | [ 136 ]         |
| 2022 | Niech to usłyszą             | T        |          | ona sama         | słuchowisko                      | [ 371 ] [ 372 ] |
| 2025 | Doda                         | T        |          | ona sama         | serial dokumentalny              | [ 203 ]         |

## Programy telewizyjne
- Bar (2002, 2004) – uczestniczka programu[20]
- Shibuya (2006) – jurorka[40]
- Jazda z Dodą (2007) – bohaterka programu[43]
- Gwiazdy tańczą na lodzie (2007–08) – jurorka[56]
- Tylko nas dwoje (2010) – jurorka[81]
- Doda. 12 kroków do miłości (2022) – bohaterka programu[163]
- Doda. Dream Show (2023) – bohaterka programu[189]

## Teatr
Studio Buffo
- Metro (1998–2001)[6]
- Przeżyj to sam (1998–2001)[6]

Teatr Imka
- Słownik Ptaszków Polskich (2016–18) jako Andżelika[120]

Pozostałe
- C-AKTIV. Wiersze señora Witkacego (2007) jako gwiazda[45]

## Trasy koncertowe
- Diamond Tour (2007–10)[53]
- Rock’n’Roll Palace Tour (2010–11)[84]
- The Seven Temptations Tour (2011–13)[91]
- Fly High Tour (2013–15)[104]
- Anty Tour (2014–18)[373]
- Riotka Tour (2015–18)[115]
- Doda z Orkiestrą (2019–20)[146]
- Aquaria Tour (2023–24)[190][374]

Gościnnie
- Slash z Mylesem Kennedym i The Conspirators: World on Fire World Tour (Łódź, 2015)[119]
- Grzegorz Skawiński i Waldemar Tkaczyk: Królowie życia. 40-lecie Skawiński & Tkaczyk (Warszawa, 2016)[375]
- Maryla Rodowicz: DIVA Tour (Zamość i Białystok, 2017)[376]
- Nosowska i Piotr Rogucki: Światło i MRock (2025)[202]

## Nagrody i odznaczenia
Nagrody i nominacje
Odznaczenia
- Medal „Za zasługi dla Ciechanowa” (2015)[118]
- Medal Sukcesu Collegium Humanum (2022)[160]